# Mosborg
Mosborg är en kulle på Island. Den ligger i regionen Västlandet, 120 km norr om huvudstaden Reykjavík. Toppen på Mosborg är 246 meter över havet.
Trakten runt Mosborg är nära nog obefolkad, med mindre än två invånare per kvadratkilometer. Närmaste större samhälle är Búðardalur, omkring 18 kilometer sydväst om Mosborg. Trakten runt Mosborg består i huvudsak av gräsmarker.